# Mfoundi
Mfoundi is een departement in Kameroen, gelegen in de regio Centre. De hoofdstad van het departement is Yaoundé, de hoofdstad van het land. De totale oppervlakte bedraagt 297 km². Met 3.525.036 inwoners bij de census van 2010 leidt dit tot een bevolkingsdichtheid van 11.869 inw/km².

## Arrondissementen
Het departement Mfoundi telt maar een gemeente, met name de Communauté urbaine de Yaoundé. Mfoundi is wel onderverdeeld in zeven arrondissementen:
- Yaoundé I (Nlongak)
- Yaoundé II (Tsinga)
- Yaoundé III (Efoulan)
- Yaoundé IV (Kondengui)
- Yaoundé V (Essos)
- Yaoundé VI (Biyem-Assi)
- Yaoundé VII (Nkolbisson)